# Pásek
Pásek – przedstawiciel subkultury młodzieżowej funkcjonującej w Czechosłowacji w  latach 50. i początkach lat 60. XX w.

## Charakterystyka subkultury
W latach 50. określenie „pásek” używano wobec młodych ludzi, którzy ubierali się w sposób nietypowy i byli zafascynowani kulturą amerykańską i rock and rollem. Nawiązywali tym samym do tzw. potápków – młodzieżowej subkultury z czasów II wojny światowej, zwanych też swingującą młodzieżą. Przedstawiciele subkultury posługiwali się specyficznym językiem, z dużą ilością anglicyzmów (przedstawiciela Służby Bezpieczeństwa określano w ich żargonie jako sunny boy). Ulubionym miejscem spotkań pásków były praskie kawiarnie: „Lucerna” i „5P”. W latach 60. subkultura staje się anachroniczna. Do pasków nawiązywali tzw. máničky – młodzież zafascynowana muzyką The Beatles, nosząca długie włosy i słuchająca muzyki rockandrollowej.

## Ubiór
Cechą charakterystyczną páska była charakterystyczna fryzura (na Emana), kurtka w kształcie butelki, kolorowa koszula, ręcznie malowany krawat z egzotycznymi motywami (šlajfka), wąskie spodnie z dużymi zakładkami (tzw. trubky) oraz wysokie kolorowe buty na grubej podeszwie (maďarky). Dziewczyna kojarzona z tą subkulturą (określana jako myš) nosiła wysokie buty (korkáče, italky), nylonowe pończochy z barwnym szwem i ekstrawagancką fryzurę.

## Represje
Władze komunistycznej Czechosłowacji traktowały pásków na równi z chuliganami, choć większość z nich nie popełniała przestępstw, ograniczając się do prowokowania swoim wyglądem i zachowaniem. Przedstawiciele subkultury byli postrzegani przez władze jako zagrożenie, gdyż utrudniali rekrutację młodzieży do organizacji pozostających pod kontrolą władz, ale także irytowali swoim nonkonformizmem i kosmopolityzmem.

## Pásek w kulturze
Zjawisko páskovstva zostało zauważone w pierwszym czechosłowackim filmie muzycznym Starci na chmelu z 1964 (w reż. Ladislava Rychmana). W filmie Bigbeatowe lato Jana Hřebejka z 1993 określenie pásek jest używane jako synonim rosyjskiego określenia stiljaga, także odnoszącego się do subkultury młodzieżowej.